# Мост СНП (Братислава)
Мост СНП (словац. Most SNP, ранее Новый мост, словац. Nový most) — вантовый мост через реку Дунай в Братиславе, Словакия. Это единственный мост в Братиславе, не имеющий ни одной опоры в русле реки Дунай и считающийся самым большим в городе. Мост принадлежит к Всемирной федерации высотных башен, причём является 28-м и самым низким строением этой Федерации, единственным ниже 100 м. Главной достопримечательностью является ресторан на вершине опоры на высоте 85 м под названием UFO watch.taste.groove. (ранее он назывался «Bystrica»). В год его посещает 200 тысяч посетителей.
Выше по течению находится мост Лафранкони, ниже — Старый мост.

## Название
Первоначально мост назывался мостом Словацкого национального восстания (словац. Most Slovenského národného povstania). В 1990-х гг., после падения коммунистического режима, появилось название мост СНП. В период 1993—2012 гг. мост назывался Новым мостом.

## История
Идея строительства моста для связи города с новым жилым районом Петржалка, расположенным на правом берегу Дуная, возникла после Второй мировой войны. В 1967 год был проведён архитектурный конкурс. По условиям конкурса наряду с техническими к сооружению предъявляли и высокие архитектурные требования. На конкурс были представлены три проекта балочных металлических мостов, четыре — балочных железобетонных и десять вантовых, из которых пять имели металлические балки жёсткости и пять — железобетонные. Первоначально был одобрен проект балочного моста, однако этот вариант не был осуществлён. В итоге к строительству был принят проект однопилонного вантового моста с рестораном и обзорной площадкой на вершине пилона. Авторы проекта — архитектор Йозеф Лацко, инженер Арпад Тесар и коллектив Словацкого технического университа (Ладислав Кушнир, Иван Сламень, Йозеф Звар и др.).
Строительство моста велось с 1967 по 1972 г. компаниями «Doprastav Bratislava» (генподрядчик) и «Hutné montáže Ostrava». Для его постройки была разрушена значительная часть братиславского Подградья, в частности, практически весь старинный еврейский квартал с Неологической синагогой, а Старый город был отрезан от Града, что с неудовольствием было воспринято жителями Братиславы. Тем не менее, была значительно улучшена транспортная ситуация (и, значит, ускорилось развитие) крупного жилого района Петржалка. 
Торжественное открытие моста состоялось 26 августа 1972 года и было приурочено к 26-й годовщине Словацкого национального восстания. На момент открытия мост входил в четвёрку крупнейших в мире вантовых мостов. В 1991 году были усилены металлоконструкции пролётного строения. В 2001 году он был объявлен зданием века в Словакии в категории мостостроения.

## Конструкция

Схема моста

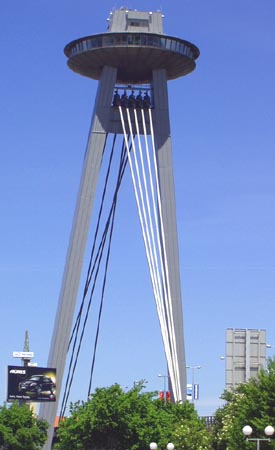
Пилон моста и ресторан

Мост стальной трёхпролётный с асимметричной вантовой системой. Схема разбивки на пролеты — 74,8 + 303 + 54 м. Общая длина моста составляет 431,8 м. Вантовая система образована наклонным А-образным стальным пилоном, установленным на промежуточной опоре между средним и левым боковыми пролётами, трёх наклонных вантов и береговой оттяжки.
Пролётное строение моста на боковом пролёте со стороны Братиславы уширяется в плане по направлению к городу для связи моста с эстакадой. Неразрезное балочное пролётное строение представляет собой замкнутую коробчатую двухсекционную конструкцию. Наружные стенки имеют несколько большую высоту, что создает соответствующий поперечный уклон для водоотвода. Расстояние между стенками коробки — 6,3 м, толщина их — 10 мм. Высота наружных стенок коробки — 4,4 м, средней — 4,27 м. Её верхний пояс представляет собой ортотропную плиту с V-образными рёбрами жёсткости. С наружных сторон нижней части коробки прикреплены тротуарные консоли длиной по 3,5 м, которые также имеют сверху ортотропную плиту. Внутри моста находится водопровод, снабжающий водой Старый город и Петржалку.
Пролётное строение моста поддерживается пилоном, расположенным на правом берегу Дуная. Выбор однопилонной схемы был продиктован не только геологическими условиями, но и архитектурно-градостроительными соображениями: вертикаль пилона, смещённого к правому берегу, композиционно уравновешивает в силуэте Братиславы застройку более высокого левого берега с её системой вертикальных акцентов (колокольня церкви, замок и т. д.). Пилон моста наклонён в сторону анкерного пролёта, что несколько осложнило его конструкцию, но зато силуэт приобрёл особую архитектурную выразительность. Архитектурный вид пилона, вызывающий спорные мнения, создает неповторимую для моста в данном месте архитектурную выразительность. Мост СНП послужил образцом для строительства Вантового моста в Риге через реку Западная Двина. Похожую, но симметричную конструкцию имеет и менее крупный мост в Хайнбурге-на-Дунае.
Пилон в поперечном сечении представляет собой раму высотой 85,6 м, образованную из двух наклонных стоек, охватывающих коробчатое пролётное строение и связанных сверху мощным ригелем, используемым для устройства ресторану. Его стойки имеют коробчатое сечение: в правой устроен лифт, в левой — лестница с 430 ступенями, ведущие к ресторану. Элементы пилона изготавливались при помощи сварки и монтировались на заклёпках.
Вантовая ферма моста, размещённая по оси проезжей части, состоит из трёх пар близко расположенных вант. Проходя сквозь распорку пилона, ванты продолжаются в анкерном пролёте, опускаясь плотным пучком в массив устоя. Ванты разбивают главный пролёт на четыре участка, равные соответственно 51,5, 70,2, 82,6, 98,7 м. Береговая оттяжка перегибается на уровне балки, опираясь в месте перегиба на специальный вспомогательный пилон и передавая горизонтальную составляющую своего усилия на балку. Вертикальная составляющая закрепляется соответствующими анкерными устройствами в устое. 
Промежуточная опора между средним и правым боковыми пролётами (на Братиславском берегу) — качающаяся. Железобетонный монолитный ростверк пилона размерами 7х20,5х40,5 м опирается на свайное основание из 53 свай диаметром 0,6 м и длиной 6 м. 
Мост предназначен для движения автотранспорта, велосипедистов и пешеходов. Проезжая часть моста шириной 21 м включает в себя 4 полосы для движения автотранспорта (по 2 в каждом направлении). Тротуары и велодорожки шириной по 3,2 м расположены на консолях нижнего пояса балки; по обеим сторонам проезжей части из двух полос по 8,5 м устроены только служебные проходы. Покрытие проезжей части и тротуаров — асфальтобетон. Перильное ограждение металлическое простого рисунка. Для освещения моста установлено 52 специальных мачтовых светильника.